# Paratilapia polleni
Paratilapia polleni  – gatunek słodkowodnej ryby okoniokształtnej z rodziny pielęgnicowatych. Jedyny przedstawiciel rodzaju Paratilapia.
Występowanie: Madagaskar